# Jardim Anália Franco
Jardim Anália Franco é um bairro nobre paulistano pertencente ao distrito de Vila Formosa, localizado na Zona Leste da cidade de São Paulo que surgiu no final da década de 1960.
O Jardim foi assim nomeado em homenagem a educadora Anália Franco que conservava no país, escolas e instituições de apoio a mulheres e crianças desabitadas. 
Após a morte da Anália Franco, o terreno que havia comprado para habitar essas crianças e mulheres, passou por diversas transformações, e após os anos 80 passou por uma valorização e foram construídos prédios de alto-padrão. Chegaram o conhecido Shopping Anália Franco (avenida Regente Feijó, 1739) e a Universidade Cruzeiro Sul onde era a escola.

## História
No início do século vinte, mais precisamente em 1901, a, na época educadora, Anália Franco adquiriu uma chácara na região Sudeste e nesse terreno fundou a Associação Feminina Beneficente Instrutiva, essa associação tinha a função de empregar ex-prostitutas com o propósito de trabalhar nas lavouras e também investia na educação de órfãos. Esse lar funcionou até 1993, nesse terreno havia uma casa de taipa-de-pilão, a qual existe até hoje e na qual morou por mais de dez anos Diogo Antônio Feijó (1784-1843). O bairro surgiu em 1968, resultado do loteamento do terreno da Associação Feminina Beneficente Instrutiva - Lar Anália Franco, fundada pela filantropa fluminense Anália Franco Bastos. Antes disso, no início, o jardim tinha o nome de Sítio do Capão Grande, as terras do Jardim já pertenceram ao Regente Feijó.
Foi construído como um loteamento de alto padrão nas proximidades do então Lar Anália Franco, que funcionou como um asilo para crianças orfãs de 1911 á 1993; e desde então vem se transformando.
O local do loteamento era um aterro sanitário, muito conhecido da população local da época (chamavam-no simplesmente de matão). A área de loteamento incluia o Ceret - Centro Recreativo do Trabalhador, que mais tarde se tornaria um clube privativo; a área compreendia parte dos atuais distritos de Vila Formosa e Tatuapé.
Curiosamente, o antigo aterro sanitário retardou o processo de urbanização de um bairro de alto padrão aos moldes do Jardim América, que seria planejado por uma instituição privada. Este bairro é o atual vizinho Vila Formosa.
Seis anos mais tarde surge o Ceret, com intuído de ser um clube privado, destinado a trabalhadores sindicalizados e moradores do local que estariam dispostos a pagar para usufruir do empreendimento; Futuramente o mesmo seria convertido para parque público e batizado como Parque Anália Franco, no início com jurisdição do Governo do Estado e logo depois cedido para a prefeitura paulistana; o então empreendimento clube privado valorizou o Anália trazendo condomínios horizontais para a região, essas casas eram de 10 x 20 metros quadrados ou até 10 x 30 metros quadrados. Nos anos 1980 inicia-se a verticalização da região, o primeiro condomínio foi o Mansão Anália Franco, um edifício de alto-padrão.

## CERET
Com 286.000 metros quadrados de área o CERET (Centro Esportivo, Recreativo e Educativo do Trabalhador) antes do início das construções do parque em meados dos anos 1970, era uma reserva da Mata Atlântica, conhecida por Mata Paula Souza, formada por árvores das mais diversas espécies. Em 1970 através do decreto, o Governador Abreu Sodré desapropriou a área, dando início à construção de centro destinado ao trabalhador, que ocupa menos da metade da mata original. As obras tiveram início em 1973, e em 1974, a estátua de Davi (réplica da obra de Michelangelo, doada pelo governo Italiano) foi retirada do estádio do Pacaembu, para ocupar a entrada do Ceret.
Inaugurado em 1975, o local conta com três campos de futebol oficiais, um campo de futebol society, quatro quadras de basquete, quatro quadras de vôlei, quatro quadras poliesportivas, seis quadras de saibro, pista de atletismo, pista de atletismo com seis raias, dois locais para arremessos de peso e disco, um ginásio poliesportivo, duas canchas de bocha, galpão e sala de ginástica. Vale destacar a piscina de 100 metros de cumprimento por 50 metros de largura que comporta em média 5,5 milhões de litros de água e está entre as maiores da América Latina.
Vale ressaltar que para usar qualquer dependência do parque CERET não é necessário o pagamento de mensalidade e apresentação de algum tipo de carteirinha.
Em Setembro de 2012, foi instalado no parque um programa que visa estimular a implantação de horas comunitárias e escolares, com a intenção de conscientizar a comunidade sobre os cuidados com o meio ambiente através do ensino das técnicas de cultivo de hortaliças e de outras plantas. 

## Shopping Anália Franco
Inaugurado em novembro de 1999, no bairro Anália Franco, o Shopping traz praticidade e estilo para os moradores, contribuindo para a valorização da região, que cresce em seu entorno. A concepção arquitetônica e o cuidado com a ambientação são um dos atrativos, além dos diversos eventos realizados, serviços prestados e uma mistura de lojas e uma praça de alimentação, tornando o local aconchegante e sofisticado.
A promoção de eventos diferenciados e especados, com apelo infantil, cultural e/ou de moda, é mais um diferencial do local, que entre outras ações, desenvolve desfiles de modas com produção de grande qualidade a cada nova estação.
Em 2009, o complexo de lojas inaugurou mais um andar com mais de 76 novas lojas para comemorar o aniversário de uma década do local.
Nesses anos de história, o Shopping Anália Franco conquistou a região  e foi conquistado pelos moradores de seu bairro, com o compromisso constante de sempre surpreender seus clientes.

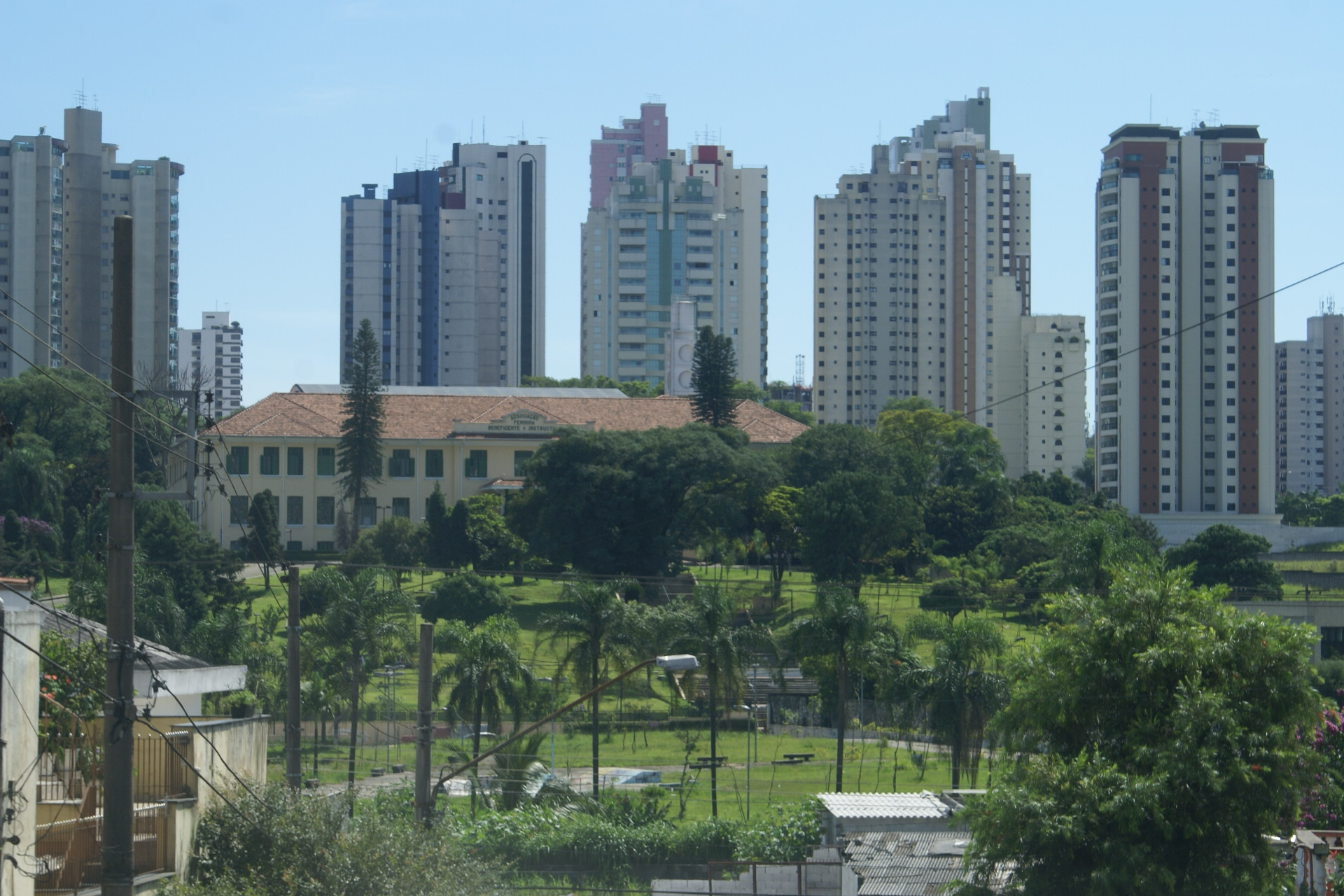
Edificação da Casa do Regente Feijó, o antigo Lar Anália Franco.

## Características
O antigo Lar Anália Franco é hoje uma edificação tombada patrimônio histórico. Possui um grande centro comercial, o Shopping Anália Franco, inaugurado em 1999.  Contando também com o GRUPO DRUMMOND. Colégio e a Universidade DRUMMOND ; 50 anos ali no bairro e posteriormente criado um campos da Universidade Cruzeiro do Sul.
A maioria do comércio local que atende a região está localizado no bairro vizinho de Vila Gomes Cardim. porém há estabelecimentos comerciais no bairro, principalmente nas ruas Eleonora Cintra e Emília Marengo, ambas apresentam estabelecimentos comerciais, tais como restaurantes, concessionários, agências bancárias e várias lojas diversas como moda e decoração.
Na rua Eleonora Cintra está localizado o único hotel do bairro, o Blue Tree Tower Anália Franco. na mesma rua está o Parque Anália Franco (nome oficial: Parque Esportivo dos Trabalhadores - Anália Franco) É um dos maiores parques da cidade (286 mil m²) e também, um dos maiores complexos esportivos da capital paulista.
A região também se destaca pela sua constante especulação imobiliária, valorização e seus lançamentos imobiliários de alto-padrão, sendo principalmente caracterizado pela verticalização contínua e demais empreendimentos horizontais; atendendo a demanda de classe média-alta Por questões "Imobiliárias", diversos empreendimentos, utilizam-se do nome Anália Franco em bairros vizinhos do Jardim Anália Franco. Atualmente detém o metro quadrado mais caro de toda Zona Leste de São Paulo; estimado em 8.751 reais na Rua Americana, que garante a oitava posição em valor de metro quadrado por ruas da cidade de São Paulo. É  classificado como "Zona de Valor A" pelo CRECI, tal como outros bairros nobres da cidade como Higienópolis, Jardim América e Moema.
Em 2010 e 2011 o bairro nobre serviu como cenário para novela Ti Ti Ti. O folhetim da Rede Globo retratou o comércio de luxo da região e o perfil dos novos-ricos ("noveau riche").
Atualmente, está sendo construído a Estação Anália Franco, que deve ser entregue em 2026. Há também outra linha em estudos do Metrô, a Linha 16 Violeta, que ira da Estação Oscar Freire Até a Estação Cidade Tiradentes Passando pela estação Estação Anália Franco

## Localização

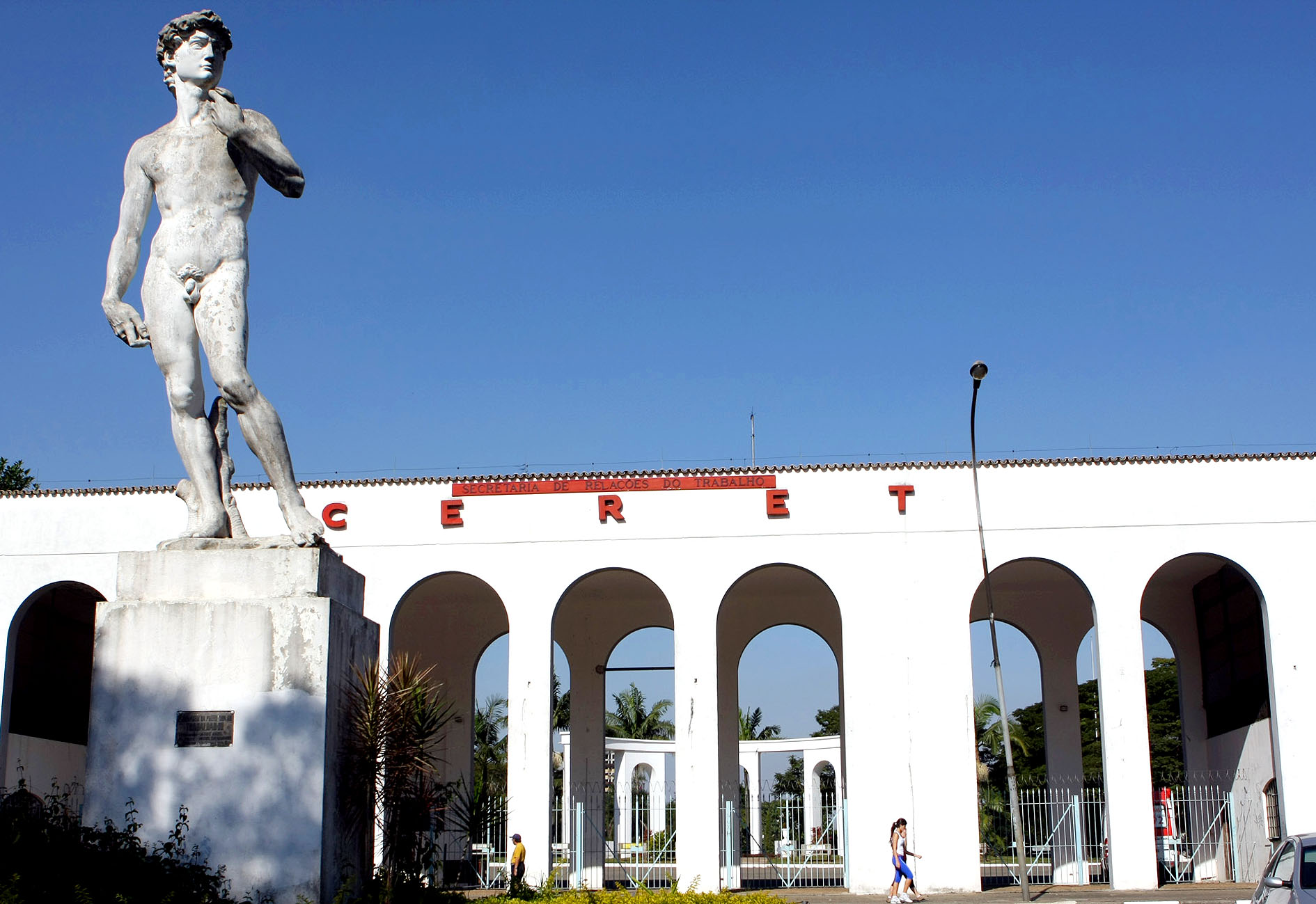
Entrada do Parque CERET.

O bairro está localizado muito próximo ao distrito de Tatuapé e Água Rasa. Faz divisa entre os respectivos distritos, limitando a área do seu distrito, Vila Formosa. É também uma região muito conhecida informalmente como Altos do Tatuapé.
Tradicionalmente o bairro era pertencente ao distrito do Tatuapé, mas através da lei 11.220 de 20 de maio de 1992, onde se estabeleceu a nova divisão de distritos de São Paulo, a então prefeita Luiza Erundina desmembrou parte do Tatuapé; com isso o Jardim Anália Franco e o bairro vizinho Chácara Paraíso foram transferidos para a Vila Formosa e Água Rasa, respectivamente.
Entretanto, boa parte da população local ainda se engana com relação à sua localização e de seus bairros vizinhos; devido à continuidade da verticalização da região que engloba além do Jardim Anália Franco, partes dos distritos de Água Rasa, Tatuapé e do próprio distrito de Vila Formosa; fazendo com que se perca os limites precisos entre os distritos e consequentemente de seus respectivos bairros. 